# Alan Watson
Alan Watson (1933) é um especialista em direito escocês e história do direito. É considerado uma das maiores autoridades do mundo em direito romano, direito comparativo, e história do direito e da religião. Ele é creditado por cunhar o termo "transplantes legais".